# روجر ليندون
روجر ليندون (بالإنجليزية: Roger Lyndon)‏ هو رياضياتي أمريكي، ولد في 18 ديسمبر 1917 في كاليس في الولايات المتحدة، وتوفي في 8 يونيو 1988 في آن آربر في الولايات المتحدة.